# Martin Schongauer
Martin Schongauer (Colmar, 1448 circa – Breisach am Rhein, 2 febbraio 1491) è stato un pittore e incisore tedesco, considerato il più abile incisore su rame della prima scuola tedesca. In passato era anche soprannominato in tedesco Martin Schön o Hübsch Martin (il bel Martino) e in italiano Bonmartino oppure  Martino d'Anversa.

## Biografia
Il padre era un orafo originario di Augusta che si era trasferito a Colmar, città dove Schongauer trascorse la maggior parte della sua vita. Nel 1465 frequentò l'Università di Lipsia. Tra il 1466 e il 1469 lavorò con Caspar Isenmann, che era molto attratto dai pittori fiamminghi e gli diede la possibilità di viaggiare in Olanda e Borgogna. Qui ebbe modo di conoscere le opere di Rogier van der Weyden, Dieric Bouts e Jan van Eyck, pittori che lo influenzarono notevolmente. Nel 1470 tornò a Colmar, dove aprì una propria bottega e lavorò fino alla morte. Tra gli artisti da lui influenzati, si può citare l'orafo, incisore e scultore Ludwig Krug.

## Opere

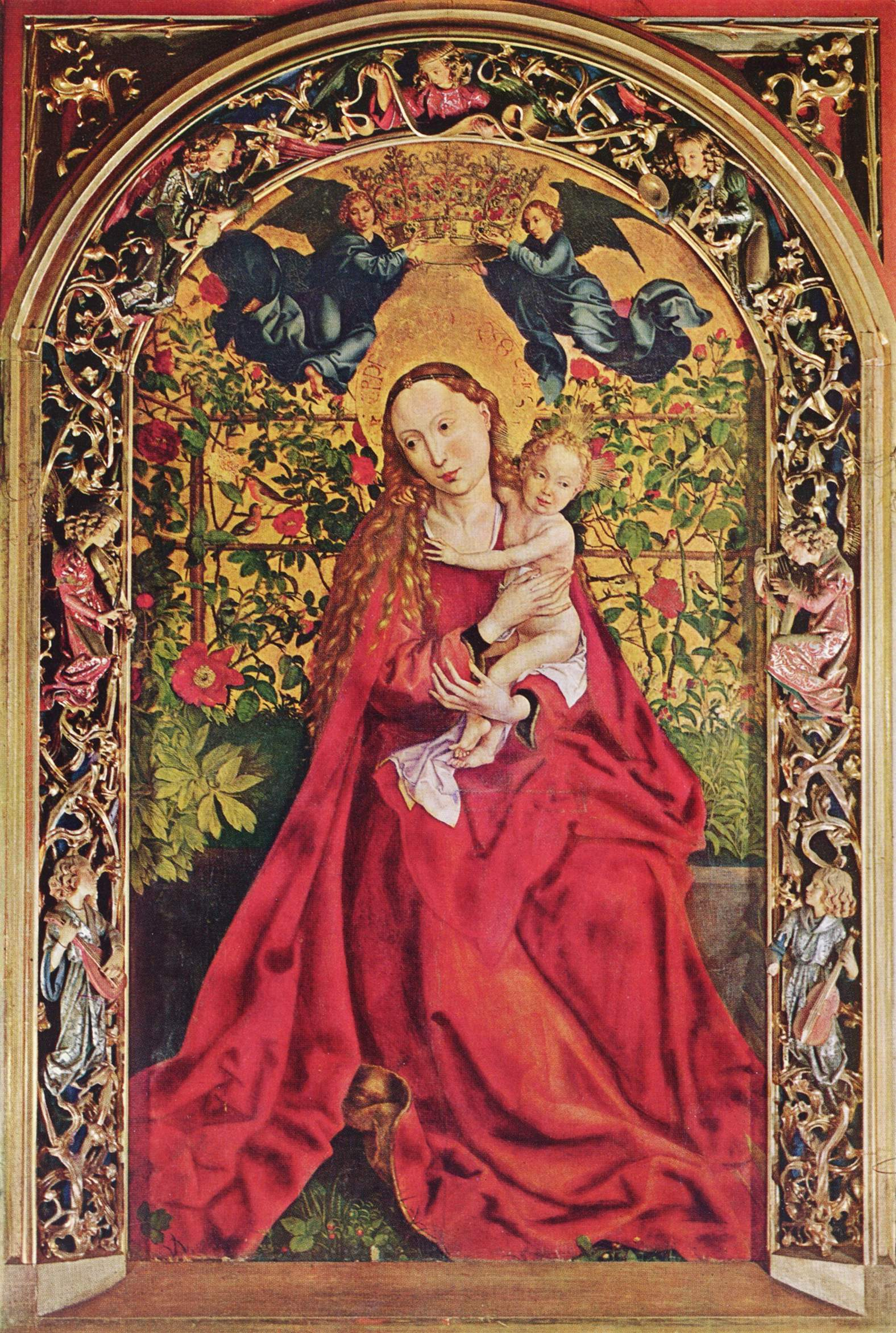
Madonna nel Roseto, 1473, olio e oro su tavola, 200x114,5 cm, Colmar, Chiesa dei domenicani

Poche sono le sue opere pittoriche rimaste. La più importante sicuramente attribuita a questo maestro è una splendida pala d'altare che attualmente si trova nella chiesa di San Martino a Colmar. Il Musée d'Unterlinden di Colmar possiede undici quadri di questo autore, mentre altri suoi dipinti si trovano alla Alte Pinakothek di Monaco (una Sacra Famiglia), allo Staatliche Museen di Berlino (un'Adorazione dei pastori), al Paul Getty Museum di Los Angeles (Madonna col Bambino), e nella collezioni di Compton Verney a Warwick in Inghilterra) (Madonna col Bambino). Molte furono invece le incisioni su rame che Schongauer vendette non solo in Germania, ma anche in Italia ed Inghilterra. 
Nella città di Breisach in Germania, sul Reno al confine con la Francia, si trova una sua monumentale e importantissima opera. Su tre pareti del duomo di Santo Stefano, Schongauer dipinse nel 1485 (pochi anni prima della sua morte, avvenuta proprio in questa città) il Giudizio Universale al centro, l'Inferno a destra, e il Paradiso a sinistra (di spalle all'altare). Questa enorme pittura muraria fu riscoperta durante un restauro, ma il suo stato di conservazione non è fra i migliori perché non fu realizzata con la tecnica dell'affresco, ma a secco.
Schongauer produsse esclusivamente soggetti religiosi. Si conoscono circa 130 incisioni prodotte da lui e almeno altre 100 prodotte dalla sua bottega con la firma M+S. Tra le più belle, la Passione e La morte e incoronazione di Maria e la serie delle Vergini sagge e vergini stolte per finire con l'adorazione dei Magi, tutte opere di finezza e qualità eccelse. Simili opere influenzarono non solo il conterraneo Albrecht Dürer, ma diffuse per l'Europa fornirono modelli a molti artisti: per esempio il giovane Michelangelo ne esemplò il suo Tormento di sant'Antonio. 
Quanto a Dürer questi si recò, alla fine del 1491, dalla natìa Norimberga a Colmar, desideroso di conoscere il maestro che tanto l'aveva ispirato, ma purtroppo, quando vi giunse Schongauer era morto da quasi un anno.